# Zapovednik Lazovski
Zapovednik Lazovski, officieel L.G. Kaplanov Staatsnatuurreservaat Lazovski (Russisch: Лазовский государственный природный заповедник имени Л.Г. Капланова), is een strikt natuurreservaat gelegen ten noordoosten van de stad Nachodka in de Russische kraj Primorje. De oprichting als zapovednik vond plaats op 10 februari 1935 en heeft momenteel een oppervlakte van 1.209,98 km². De waarde van het gebied werd al in de 19e eeuw door biologen, wetenschappers en ontdekkingsreizigers erkend. Het gebied werd opgericht om de natuurlijke complexen van de gemengde bossen in het zuiden van het Sichote-Alingebergte en de zeldzame sabelmarter (Martes zibellina), sikahert (Cervus nippon) en langstaartgoral (Naemorhedus caudatus) te beschermen. In 1970 werd de zapovednik vernoemd naar de voormalig directeur, Lev Georgiëvitsj Kaplanov, die in 1943 gedood werd door stropers.

## Flora en fauna
De flora en fauna in Zapovednik Lazovski is zeer divers en soorten die kenmerkend zijn voor de Euraziatische boreale zone komen hier samen voor met soorten die typisch zijn voor de bossen in het oosten van Azië.

### Siberische tijger
Een van de meest iconische diersoorten in Zapovednik Lazovski is de Siberische tijger (Panthera tigris altaica). Deze zeldzame soort komt dankzij strikte bescherming- en anti-stroperijmaatregelen in het gebied voor. Siberische tijgers hebben een groot territorium omdat het aantal prooidieren van nature laag is in het gebied. Dit betekent dat een groot beschermd gebied nodig is om een levensvatbare tijgerpopulatie te houden. In 2014 is daarom besloten het beheer van het naastgelegen Nationaal Park Zov Tigra met die van Zapovednik Lazovski samen te voegen om de Siberische tijgers beter te kunnen beschermen. Zapovednik Lazovski wordt als een kerngebied voor de soort gezien, waarbij er jaarlijks één tot drie worpen worden vastgesteld.

### Zoogdieren
Andere grote roofdieren in het gebied zijn de bruine beer (Ursus arctos), Euraziatische lynx (Lynx lynx) en het zeer zeldzame amoerluipaard (Panthera pardus orientalis). De kraagbeer (Ursus thibetanus) komt ook in Zapovednik Lazovski voor, maar deze is in tegenstelling tot de bruine beer, vrijwel uitsluitend herbivoor. Zijn dieet bestaat grotendeels uit eikels, vruchten van de Mantsjoerijse walnoot (Juglans madshurica), hazelnoten, pijnboompitten, diverse bessen en kruidachtige planten. Kleinere roofdieren in Lazovski zijn bijvoorbeeld de Siberische wezel (Mustela sibirica) en Maleise bonte marter (Martes flavigula). Ook de sabelmarter (Martes zibellina) leeft hier en heeft een voorkeur voor naaldbossen. Begin vorige eeuw waren sabelmarters erg zeldzaam vanwege de jacht om zijn pels, maar komt tegenwoordig weer algemeen voor in het gebied. Op rotsmassieven en geschikte delen op de rotskusten kunnen langstaartgorals (Naemorhedus caudatus) worden gevonden, een soort die ook strikt beschermd is. Een van de weinige wilde populaties van het sikahert (Cervus nippon) in Rusland is te vinden in Zapovednik Lazovski, een soort die er vooral wordt aangetroffen in eikenbossen.

### Vogels
Langs snelstromende rivieren en bergbeken nestelen de zwarte waterspreeuw (Cinclus pallasii) en grote gele kwikstaart (Motacilla cinerea). Stroomafwaarts worden deze vervangen voor oeverlopers (Actitis hypoleucos) en ijsvogels (Alcedo atthis). In naaldwouden en gemengde bossen zijn soorten als hazelhoen (Tetrastes bonasia), boskoekoek (Cuculus optatus), grijskopspecht (Picus canus), Pallas' boszanger (Phylloscopus proregulus), blauwe nachtegaal (Larvivora cyane) en amoerrotslijster (Monticola gularis) en aan de rotskusten broedt de blauwe rotslijster (Monticola saxatilis). Enkele vogelsoorten die alleen in deze hoek van Rusland voorkomen zijn de oosterse dwergooruil (Otus sunia stictonotus), kroonboszanger (Phylloscopus coronatus), driekleurenvliegenvanger (Ficedula zanthopygia) en blauw-witte vliegenvanger (Cyanoptila cyanomelana).

### Flora
De belangrijkste bosvormende soorten in Zapovednik Lazovski zijn onder meer de Mongoolse eik (Quercus mongolica), amoerlinde (Tilia amurensis), hartbladige haagbeuk (Carpinus cordata), stekelboom (Kalopanax septemlobus), mini-kiwi (Actinidia arguta), Oost-Siberische zilverspar (Abies nephrolepis), jezospar (Picea jezoensis) en Koreaanse den (Pinus koraiensis). In mindere mate zijn er ook bestanden met bijvoorbeeld Mantsjoerijse zilverspar (Abies holophylla) en Japanse keizereik (Quercus dentata) aanwezig. In het reservaat zijn in totaal 1.212 vaatplanten vastgesteld, waaronder de zeldzame ginseng (Panax ginseng).